# Timor Ocidental
Timor Ocidental é uma região política da Indonésia que engloba o lado oeste da ilha de Timor. Com uma área total de 15 850 km², integra a província indonésia de Sonda Oriental. A capital e principal porto de Timor Ocidental é Cupão.  O enclave  de Oe-Cusse Ambeno, embora geograficamente situado em  Timor Ocidental, é um distrito pertencente a Timor-Leste.

## Administração

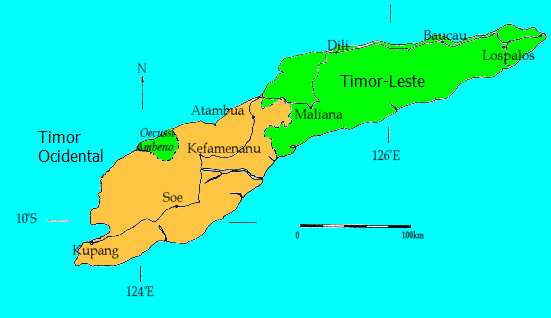
Mapa político da ilha de Timor. Timor Ocidental aparece em amarelo.

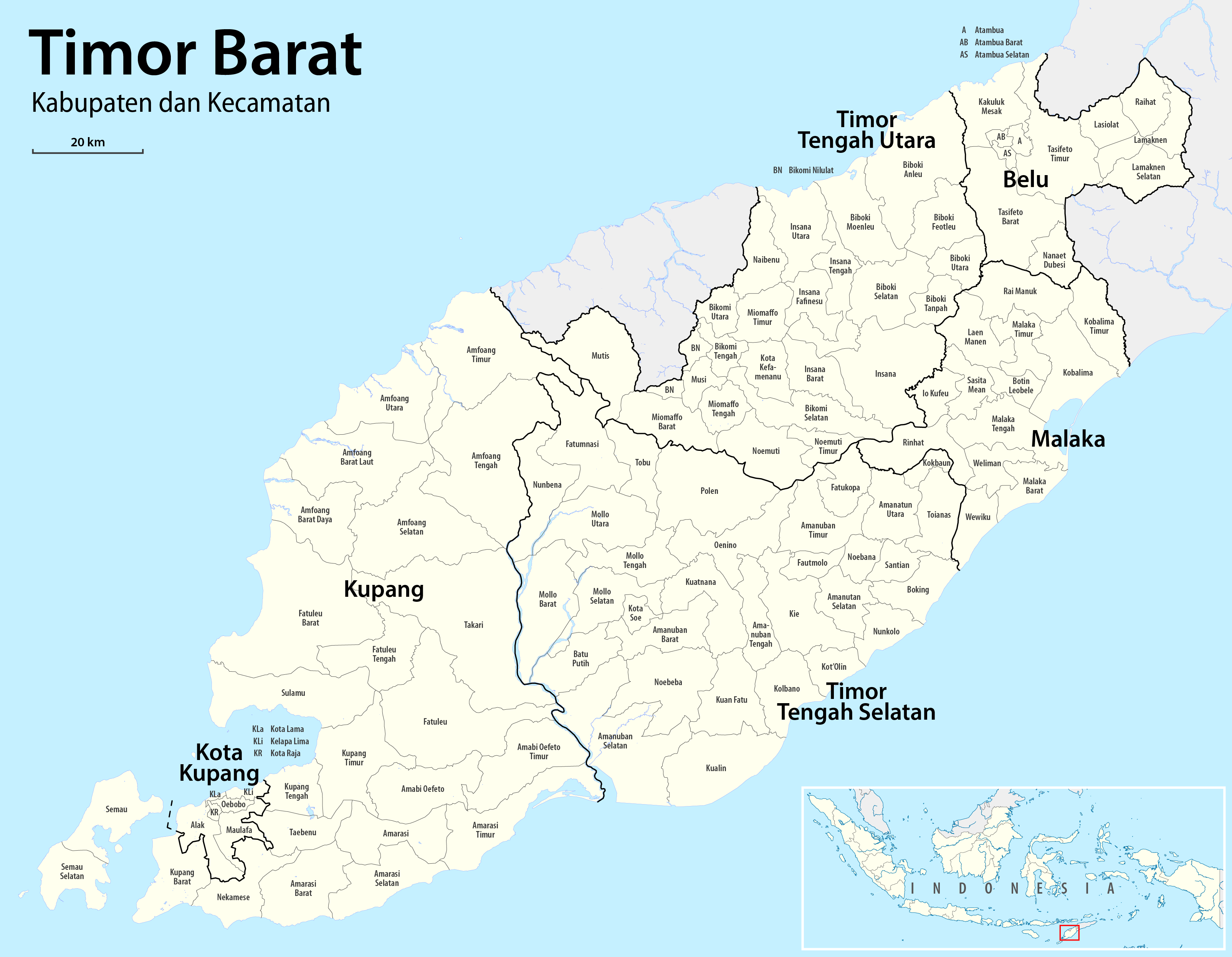
Administração da Timor Ocidental indonésia

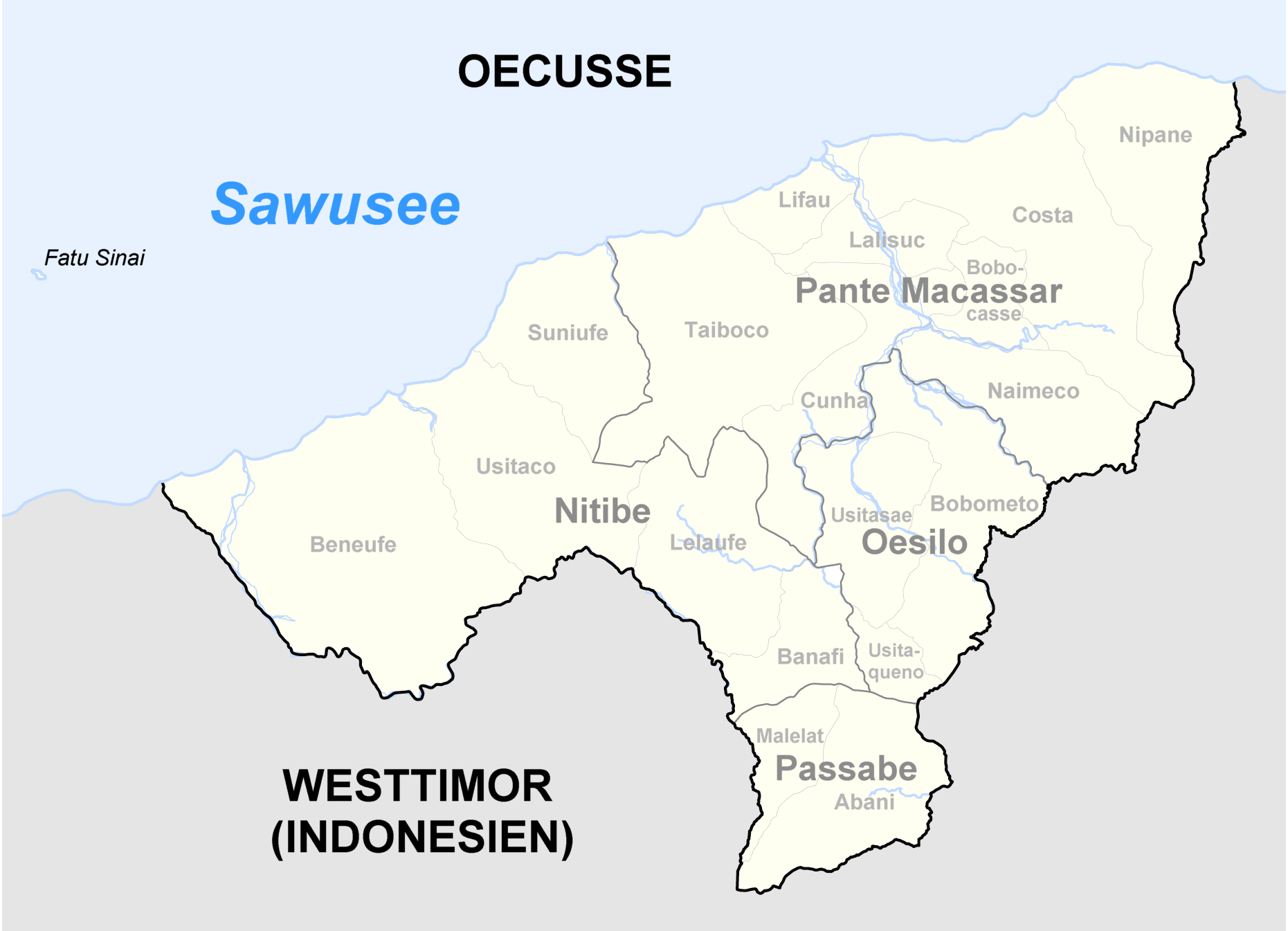
Oe-Cusse Ambeno, região administrativa especial de Timor-Leste

Timor Ocidental, parte da província de Sonda Oriental, está dividido em quatro regências ou kabupaten  (distritos de governo local predominantemente rurais), que são, de oeste para leste: Cupão, Timor Centro-Sul, Timor Centro-Norte, Belu e Malaca. A cidade de Cupão constitui, isoladamente, uma kota (entidade de governo local predominantemente urbana).
| Nome               | Capital     | Est. | Estatuto   | Área (km²) | População Censo de 2019 |
| ------------------ | ----------- | ---- | ---------- | ---------- | ----------------------- |
| Cupão              | Cupão       | 1958 | UU 69/1958 | 5 898,18   | 402 000                 |
| Timor Centro-Sul   | Soe         | 1958 | UU 69/1958 | 3 947,00   | 466 000                 |
| Timor Centro-Norte | Quefamenanu | 1958 | UU 69/1958 | 2 669,66   | 256 000                 |
| Belu               | Atambua     | 1958 | UU 69/1958 | 1 284,97   | 352 400                 |
| Malaca             | Betun       | 2012 | UU 69/2012 | 1 160,63   | 190 000                 |
| Cupão              | *           |      |            | 160,34     | 438 000                 |
| Timor Oeste        | Cupão       |      |            | 15 120,75  | 1 978 000               |

## Demografia

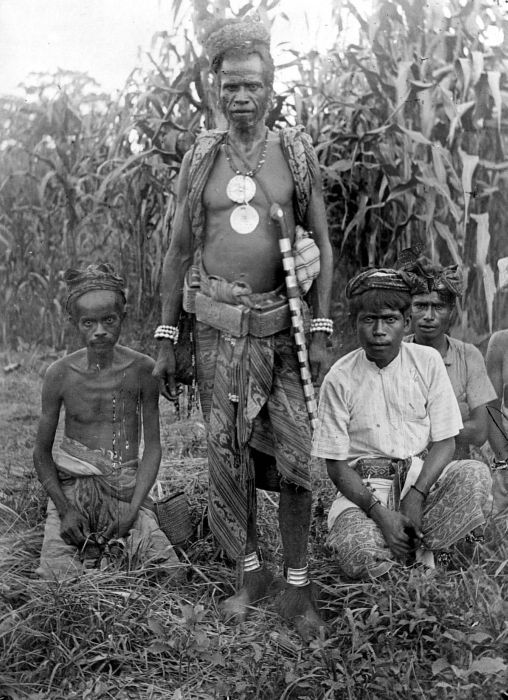
Grupo atoni, com sacerdote em traje de guerra.

Timor Ocidental tem aproximadamente 1,98 milhões de habitantes (2019). A população é predominantemente de origem malaia, papua ou polinésia, havendo também um pequeno grupo de chineses étnicos . Cerca de metade da população pertence à etnia Atoni.
As principais religiões de Timor Oeste são a católica (56%), protestante (35%) e muçulmana (8%).